# Huracán Connie (1955)
El huracán Connie fue el primero de una serie de huracanes que arremetió contra Carolina del Norte durante la temporada de huracanes del Atlántico de 1955. Connie golpeó como categoría 2 en la escala de huracanes de Saffir-Simpson, causando graves inundaciones e infligiendo extensos daños a Outer Banks y tierra adentro a Raleigh.

## Historia meteorológica

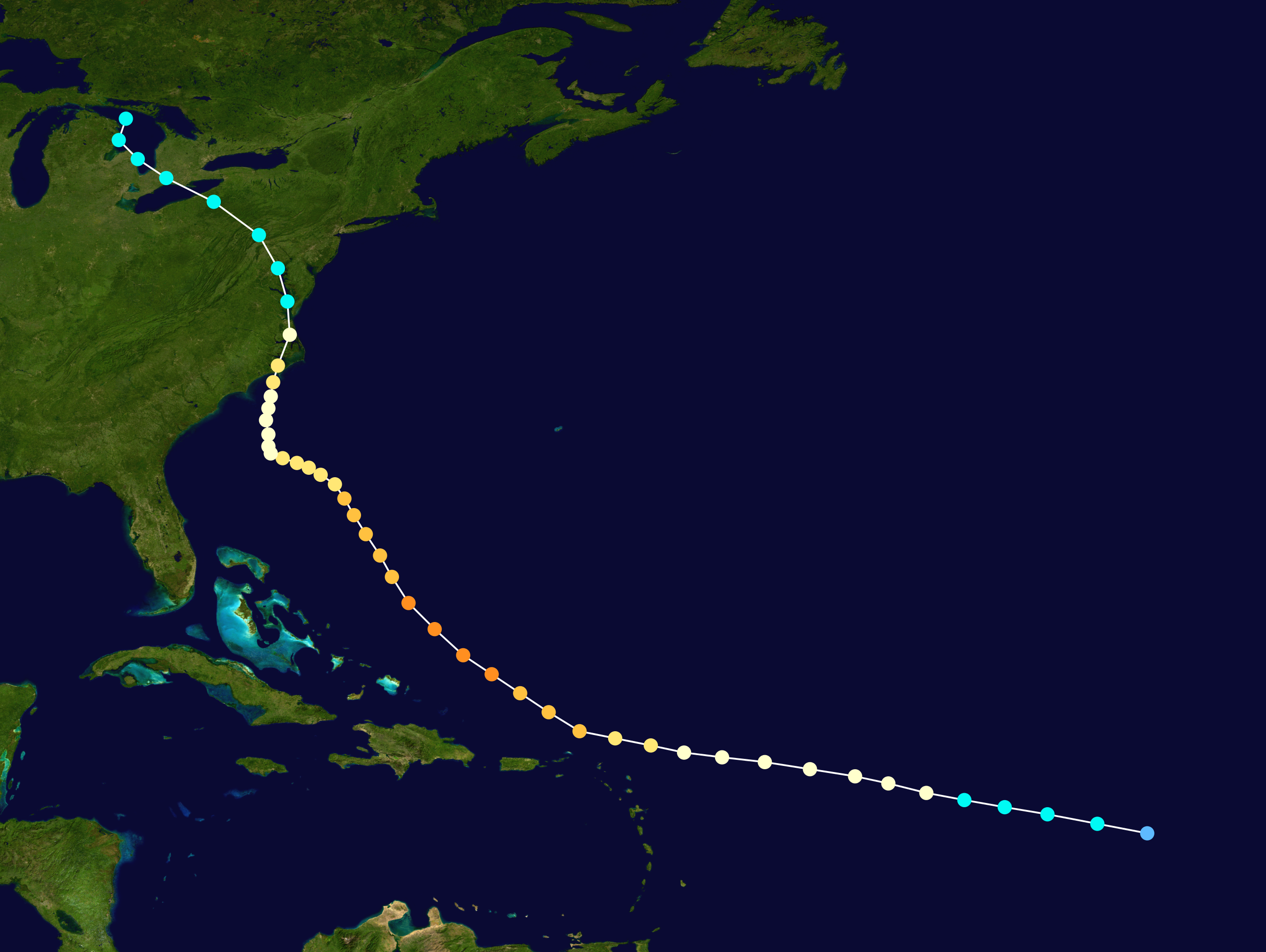
Trayectoria del huracán Connie, perteneciente a la temporada de huracanes del Atlántico de 1955, siguiendo los colores de la escala de huracanes de Saffir-Simpson.

El precursor del huracán Connie fue una onda tropical que se movió a través de la parte tropical del océano Atlántico. Una circulación superficial fue reportada por embarcaciones el 3 de agosto dando lugar al nacimiento de una depresión tropical. Se convirtió en tormenta tropical más tarde ese mismo día, pero gran parte de su convección se localizó al norte de la circulación debido al rápido movimiento oeste-noroeste de la tormenta.